# Sainte-Trie
Sainte-Trie là một xã, nằm ở tỉnh Dordogne vùng Aquitaine của Pháp. Xã này có diện tích 10,91 km², dân số năm 1999 là 148 người. Xã nằm ở khu vực có độ cao trung bình 247 m trên mực nước biển.

## Hành chính
| Danh sách các xã trưởng                |            |                 |                  |          |
| Giai đoạn                              | Giai đoạn  | Tên             | Đảng             | Tư cách  |
| 1995                                   | đương chức | Laurent Monteil | không chính thức | nông dân |
| Tất cả các dữ liệu trước đây không rõ. |            |                 |                  |          |

## Thông tin nhân khẩu
| Năm | 1962 | 1968 | 1975 | 1982 | 1990 | 1999 |
| --- | ---- | ---- | ---- | ---- | ---- | ---- |
| Dân số | 154  | 146  | 134  | 136  | 118  | 148  |
| From the year 1962 on: No double counting—residents of multiple communes (e.g. students and military personnel) are counted only once. |      |      |      |      |      |      |